# Trypanaeus minax
Trypanaeus minax är en skalbaggsart som beskrevs av Heinrich Bickhardt 1916. Trypanaeus minax ingår i släktet Trypanaeus och familjen stumpbaggar. Inga underarter finns listade i Catalogue of Life.